# Alòs de Balaguer
Alòs de Balaguer è un comune spagnolo di 167 abitanti situato nella comunità autonoma della Catalogna.